# سبرانیتسه (ناحیه بلانسکو)
سبرانیتسه (به چکی: Sebranice) یک منطقهٔ مسکونی در جمهوری چک است که در ناحیه بلانسکو واقع شده‌است. سبرانیتسه ۸٫۰۳ کیلومتر مربع مساحت و ۶۱۰ نفر جمعیت دارد و ۳۴۴ متر بالاتر از سطح دریا واقع شده‌است.